# Dermatán-szulfát
A dermatán-szulfát glükózaminoglikánokhoz tartozó polimer vegyület, mely sok emlősben is megtalálható. Előfordulhat a bőrben, az inakban, a véredényekben és a szívbillentyűkben. Képlete C14H21NO15S.
Kondroitin-szulfát B néven is hivatkoztak rá, de a legtöbb forrás már nem sorolja a kondroitin-szulfát különböző formái közé.

## Funkciója
A dermatán-szulfátnak szerepe lehet a véralvadásban, a szív- és érrendszeri betegségekben, a karcinogenezisben, a sebgyógyulásban és a fertőzések során.

## Patológia
A dermatán-szulfát rendellenes felgyülemlése számos esetben előfordul a mükopoliszachariddal kapcsolatos megbetegedések esetén.
A mitrális billentyűben (kéthegyű billentyű) a dermatán-szulfát többlete a billentyűk mixomatózus degenerációja esetén jelentkezik. Ennek során a billentyűszövet redundanciája, majd végül a mitrális billentyű előreesése és az ezzel járó szívelégtelenség alakul ki. Ez a krónikus előreesés főképp 60 év feletti nőknél fordul elő, és a mitrális gyűrű elmeszesedéséhez vezethet. A mitrális billentyű elégtelensége kezelés nélkül a szív falának kóros megnagyobbodásához és szívelégtelenséghez vezet.

## Fordítás
Ez a szócikk részben vagy egészben  a   Dermatan sulfate című angol Wikipédia-szócikk ezen változatának fordításán alapul.  Az eredeti cikk szerkesztőit annak laptörténete sorolja fel. Ez a jelzés csupán a megfogalmazás eredetét és a szerzői jogokat jelzi, nem szolgál a cikkben szereplő információk forrásmegjelöléseként.